# モハンマド・レザー・ロトフィ
モハンマド・レザー・ロトフィ（Mohammad-Reza Lotfi、1947年1月7日 - 2014年5月2日）はイランの音楽家。